# Gnathabelodon
Gnathabelodon — це вимерлий рід гомфотерів, ендемічний для Північної Америки, який включає види, що жили в середньому та пізньому міоцені. "Gnathabelodon" buckneri Sellards, 1940 був перейменований на Blancotherium.

## Опис
Його називають «ложкодзьобим мастодонтом», оскільки його нижня щелепа була витягнутою і мала форму ріжка для взуття або ложки. Види Gnathabelodon відрізняються тим, що не мають нижніх бивнів, тоді як «лопатоподібні бивні» мають широкі, сплощені нижні бивні. Верхні бивні великі, вигнуті назовні та вгору. Що стосується зубів і загальної форми тіла, він був схожий на види Gomphotherium.